# Прем'єр-міністр Таджикистану
Згідно з чинною Конституцією Республіки Таджикистан, що набула чинності в 1994 році, прем'єр-міністр (тадж. Сарвазири Ҷумҳурии Тоҷикистон) призначається президентом із затвердження обох палат Меджлісі Олі (парламенту). Прем'єр-міністр координує роботу Уряду, консультує і допомагає президенту у виконанні функцій уряду.
З 23 листопада 2013 року на посаді Прем'єр-міністра Таджикистану перебуває Кохір Расулзада.

## Список прем'єр-міністрів Таджикистану з 1925 року

### Таджицька АРСР
Голови Ради Народних Комісарів
- Максум Нусратулло — (1925–1926);
- Абдулкадир Мухітдинов — (16 грудня 1926 – 15 січня 1929);
- Абдурахім Ходжибаєв — (15 січня – 16 жовтня 1929).

### Таджицька РСР
Голови Ради Народних Комісарів
- Абдурахім Ходжибаєв — (16 жовтня 1929 – грудень 1933);
- Абдулло Рахімбаєв — (грудень 1933 – лютий 1937);
- Урунбай Ашуров — (лютий – вересень 1937);
- Мамадалі Курбанов — (вересень 1937 – квітень 1946).

Голови Ради Міністрів
- Джабар Расулов — (квітень 1946 – 29 березня 1955);
- Турсунбай Ульджабаєв — (29 березня 1955 – 25 травня 1956);
- Назаршо Додхудоєв — (25 травня 1956 – 12 квітня 1961);
- Абдулахад Кахаров — (12 квітня 1961 – 24 липня 1973);
- Рахмон Набієв — (24 липня 1973 – 20 квітня 1982);
- Кахар Махкамов — (26 квітня 1982 – 26 січня 1986);
- Ізатулло Хайоєв — (26 січня 1986 – 6 грудня 1990);
- Кахар Махкамов — (6 грудня 1990 – 25 червня 1991).

### Республіка Таджикистанз 1991 року
Прем'єр-міністри
| №      | Фото | Прем'єр-міністр          | Початок терміну        | Кінець терміну         | Партійна приналежність | Тривалість президентства (в днях) |
| ------ | ---- | ------------------------ | ---------------------- | ---------------------- | ---------------------- | --------------------------------- |
| 1      |      | Хайоєв Ізатулло Хайоєвич | 25 червня 1991 року    | 9 січня 1992 року      | Комуністична партія    | 198                               |
| 2      |      | Акбар Мірзоєв            | 9 січня 1992 року      | 21 вересня 1992 року   | безпартійний           | 256                               |
| в.о. 3 |      | Абдумалік Абдулладжанов  | 21 вересня 1992 року   | 18 грудня 1993 року    | безпартійний           | 453                               |
| в.о. 4 |      | Абдужаліл Самадов        | 18 грудня 1993 року    | 2 грудня 1994 року     | безпартійний           | 349                               |
| 5      |      | Джамшед Карімов          | 2 грудня 1994 року     | 8 лютого 1996 року     | безпартійний           | 433                               |
| 6      |      | Ях'я Азімов              | 8 лютого 1996 року     | 20 грудня 1999 року    | безпартійний           | 1411                              |
| 7      |      | Окіл Окілов              | 20 грудня 1999 року    | 23 листопада 2013 року | НДПТ                   | 5087                              |
| 8      |      | Кохір Расулзада          | 23 листопада 2013 року | нині                   | НДПТ                   | 4161                              |